# Andrija Tomašek
Andrija Tomašek (Čalinec kod Varaždina, 4. listopada 1919. − 31. siječnja 2019.), bio je hrvatski muzikolog, glazbeni pisac, pedagog, kritičar, povjesničar, enciklopedist, leksikograf, urednik, popularizator glazbe, zborovođa, skladatelj i kroatist. Bavio se je glazbenom kritikom, uređuje glazbene časopise, radijske i televizijske emisije. Vodio je amaterske pjevačke zborove.

## Životopis
Andrija Tomašek rodio se je u Čalincu pokraj Varaždina 1919. godine. Studirao je u Zagrebu. Diplomirao je na Historijsko-teoretskom odjelu Muzičke akademije. Usavršavao se na glazbenom fakultetu sveučilišta u Oxfordu u području bizantske glazbe, razvitka notacije, renesansne glazbe. Poslovno, društveno i znanstveno aktivan bio je u brojnim područjima. Radio je na mjestu referenta u Odjelu za kulturu i umjetnost Ministarstva prosvjete NRH. Obnašao dužnost administrativnog tajnika Hrvatskoga glazbenog zavoda od 1947. do 1960. godine. Bio je profesor i ravnatelj Glazbene škole Pavla Markovca od 1957. do 1980. godine. Honorarno je predavao na Muzičkoj akademiji u Zagrebu, od 1963. godine u zvanju pedagoškog savjetnika. Nekolicini amaterskih zborova (Slovenski dom, Kamensko, Ivan Goran Kovačić, Vinko Jeđut) bio je zborovođom.
Pisao je glazbene kritike za Borbu, Oko, Politiku i Vjesnik. Surađivao je s časopisima 15 dana, Cantusom, Muzikom, Muzičkom kulturom, Republikom, Savremenim akordima i Zvukom. Osim što je pisao, bio je i urednikom glazbenih časopisa Muzike i Muzičke kulture. Surađivao je i s elektronskim medijima - radiom i televizijom. Uređivao je glazbene emisije Školskog radija. Opus mu je tu iznimno bogat: objavio je i/ili emitirao više od tisuću radova: novinskih kritika, prikaza i osvrta, radijskih emisija, referata, eseja i stručnih rasprava. Napisao je desetak knjiga iz područja povijesti hrvatske glazbe.
Pridonio je i na enciklopedističkom polju. Surađivao je na izradi Muzičke enciklopedije, Leksikona jugoslavenske muzike JLZ, Krležijane i Hrvatskog leksikona, a za  Hrvatski enciklopedijski leksikon autorom je 4200-ak natuknica.
Pridonio je populariziranju glazbe predavanjima u narodnim i radničkim sveučilištima, za glazbenu mladež.
Sudionik tuzemnih i inozemnih stručnih skupova i kongresa na kojima je sudjelovao kao referent. U Opatiji je dugo godina organizirao i vodio Umjetničko sociološku tribinu u okviru programa Međunarodne glazbene tribine.
Druge dvije Tomaškove teme za koje se zanimao bile su povijest i hrvatski jezik. Osobito je strastven bio prema hrvatskome jeziku: proučavao je njegov razvoj, narječja, bogatstvo izraza te pravilnu uporabu riječi i stručnih izraza.
Uključio se u rad strukovnih i društvenih organizacija u svezi s glazbom i kulturom: Hrvatsko društvo glazbenih i plesnih pedagoga, Zajednica muzičkih škola Hrvatske, Hrvatski sabor kulture, Hrvatsko društvo skladatelja, Matica hrvatska.
Bio je predsjednik Hrvatskoga društva skladatelja (1985./86.).
Bio je počasni član Hrvatskog glazbenog zavoda i Hrvatskog društva glazbenih i plesnih pedagoga, te član suradnik Matice hrvatske.
Umro je u Zagrebu 2019. godine.

## Djela
Nepotpun popis:
- Deset godina Gradske muzičke škole u Zagrebu: 1945. – 1955, 1955.
- Pavao Markovac: čovjek i djelo, 1983.
- Zlatić Slavko: kronika života i rada, 1985.
- Josip Kaplan: skica umjetničkog portreta, 1986.
- "Lijepa naša": pripovijest o hrvatskoj himni, 1990.
- Njih šesnaestero: obitelj Stahuljak u hrvatskoj glazbi, 2000.
- Zlatna obljetnica Hrvatskog društva glazbenih i plesnih pedagoga, uredio, 2000.
- Glasi crljene zemlje, 2004.
- Vu plavem trnaci: opera artificiosa Gjure Prejca, 2006.
- Pavao Markovac: sačuvana glazba: o stotoj godišnjici Markovčeva rođenja: prilog povijesti hrvatske glazbe, 2007.[5]
- Duhači protiv puhača: polemički trifolij, 2009.

## Vanjske poveznice
- Tomašek, Andrija, hds.hr